# Бакай-Атинский район
Бакай-Атинский район (кирг. Бакай-Ата району) — административная единица, расположенная на западе Таласской области Кыргызстана.
Административный центр — село Бакай-Ата (ранее Ленинполь).

## История
Образован 2 сентября 1936 года под названием Ленинпольский район в составе Киргизской АССР РСФСР. С образованием Киргизской ССР вошёл в её состав.
В 1939 год при образовании Фрунзенской области Киргизской ССР Ленинпольский район вошёл в её состав.
С 22 июня 1944 по 18 февраля 1956 года в составе Таласской области. После её упразднения район вновь включён во Фрунзенскую область, которая в свою очередь была ликвидирована 27 января 1959 года и Ленинпольский район перешёл в республиканское подчинение.
26 ноября 1959 Ленинпольский район был упразднён. Его территория была поделена между Таласским (Барк-Арыкский, Кызыл-Октябрьский, Ленинпольский, Орловский и Чалдоварский сельсоветы вошли в её состав) и Кировским (Ключевский сельсовет) районами.
19 апреля 1977 года Ленинпольский район вновь восстановлен в качестве района республиканского подчинения. В состав района включены следующие сельсоветы: Бейшекенский и Ключевский из Кировского района; Барк-Арыкский, Кызыл-Октябрьский, Ленинпольский, Орловский из Таласского района.
В связи с восстановлением 3 сентября 1980 года Таласской области Ленинпольский район включён в её состав. После упразднения Таласской области 5 октября 1988 года Ленинопольский район вновь перешел в непосредственное республиканское подчинение.
14 декабря 1990 года Таласская область была вновь восстановлена и Ленинпольский район вновь включён в её состав
6 марта 1992 года район переименован в Бакай-Атинский район.
17 сентября 1999 года Бейшкенский аильный кенеш был передан из состава Бакай-Атинского района в Кара-Бууринский.
8 февраля 2001 года было произведено переименования ряда аильных кенешей района: Орловского в Ак-Дебенский, Ключевского в Боо-Терекский, Барк-Арыкского в Шадыканский, а также сёл Орловка в Ак-Дёбё, Ключевка в Боо-Терек, Калинин в Ынтымак, Кара-Кашат в Туйте, Ленинполь в Бакай-Ата.
13 апреля 2005 года Кызылоктябрьский аильный кенеш района был переименован в Акназаровский.
27 февраля 2007 года село Кызылкыргызстан Бакай-Атинского района было переименовано в село Кыргызстан.

## Население
По данным переписи населения Кыргызстана 2009 года киргизы составляют 43679 человек из 44 057 жителей района (или 99,2 %), русские — 148 человек или 0,3 %, др. — 230 человек (0,5 %).

## Населённые пункты
В состав Бакай-Атинского района входят 9 аильных (сельских) округов, 19 аилов (сёл):
- Ак-Дебенский аильный округ: с. Ак-Дебе (административный центр), Кызыл-Сай, Кызыл-Чарба
- Акназаровский аильный округ: с. Кызыл-Октябрь (административный центр), Кек-Таш, Маданият, Таш-Кудук, Урмарал
- Бакай-Атинский аильный округ: с. Бакай-Ата (административный центр), Наматбек
- Боо-Терекский аильный округ: с. Боо-Терек (административный центр)
- Кен-Аралский аильный округ: с. Кен-Арал (административный центр)
- Мин-Булакский аильный округ: с. Мин-Булак (административный центр)
- Озгорушский аильный округ: с. Озгерюш (административный центр)
- Ороский аильный округ: с. Кыргызстан (административный центр), Джон-Коргон, Первомайское
- Шадыканский аильный округ: с. Ынтымак (административный центр), Туйте